# Karneol
Karneol  je smeđe crven mineral,koristi se kao poludragi kamen.Boja mu uvelike varira - od svijetle narančaste do skoro crne (za tamnije vrste koristi se naziv sard).Najčešće se nalazi u Brazilu,Indiji,Sibiru i Njemačkoj.

## Povijest
Bušilica na luk korištena je za bušenje karneola,u Meghari u Indiji,već na prijelazu četvrtog u peti milenij prije Krista.
Karneol je nađen i u brončanodobnnoj Minojskoj civilizaciji,u Knososu,Na Kreti.; (oko 1800. prije Krista). Rimljani su ga uvelike koristili za izradu kameja,za pečatnjake. Vrući se vosak nije ljepio za karneol. Koristili su ga i asirci, egipćani, feničani, etruščani i stari grci. .

## Vanjske poveznice
- Mindat article on carnelian
- Mindat article on sard